# 麦唐纳大厦
麦唐纳大厦（MacDonald House）是新加坡的一座历史建筑，位于新加坡中区博物馆规划区的乌节路，距离新加坡总统府不远。这是东南亚第一座完全空气调节的建筑物，也是新加坡中区最后一栋贴面砖的办公楼。
麦唐纳大厦最初是为汇丰银行建造，今天则是花旗银行的所在地。不过它更为人所知的是1965年麦唐纳大厦爆炸案的发生地。

## 历史
该建筑建于1949年，由巴马丹拿建筑师事务所的Reginal Eyre设计。它以当时的马来亚总督马尔科姆·麦克唐纳（Malcolm MacDonald）命名。麦唐纳大厦是乌节路上最早的高层建筑物之一，入驻的主要是英国，美国和澳大利亚公司。其中包括汇丰银行。
在1965年3月10日麦唐纳大厦爆炸案事件中，两名印尼破坏分子在夹层放置一枚炸弹，造成3人死亡，33人受伤。这是新加坡多起恐怖袭击之一，在印马对抗期间，响应苏卡诺总统，反对新加坡、马来亚、北婆罗洲和砂拉越合并，组建马来西亚。在爆炸发生时，该建筑内还设有澳大利亚高级专员和日本领事馆。
经过多年的空置，该建筑物于2002年4月5日以招标的形式出售，有10个楼层的净可出租面积约为78,600平方英尺（7,300平方）。交易正在进行中时，该建筑物于2003年2月10日列为新加坡国家古迹，外立面受到保护。中标者Tinifia Investment于2003年支付了3600万新加坡元，又耗资1200万新元，进行大规模的室内装修，包括升级天花板、地板、大堂、升降机和停车场设施。
该建筑于2005年4月重新开放。麦肯广告占据了第五层到第八层，Expressions International占据了上部两层。花旗银行分行于2005年6月23日开业，占据下面四层37,000平方英尺（3,400平方）的空间，为亚洲最大的财富管理中心。

## 建筑
巴马丹拿可能是东南亚历史最悠久、最著名的建筑师事务所之一，于1868年在香港成立，20世纪初将总部迁至上海。第二次世界大战爆发后不久，于1939年从上海经香港来到新山，然后于1940年来到新加坡。
麦唐纳大厦是巴马丹拿在新加坡设计的最早的建筑之一，是为香港上海汇丰银行而建。这是战后时期的第一座大型办公楼。
该建筑为钢筋混凝土框架结构，以新喬治亞式建築风格建造，外墙设有浅红色精美砖雕，是新加坡市中心最后一座这种类型的重要建筑。这是东南亚第一个完全空调的建筑。 建筑物底层为银行大堂，有7个楼层为职员公寓。该建筑设有通风竖井,银行大堂的天花板上设有六个天窗，让自然光进入内部，因此白天不需要人工照明。